# IBM Systems
IBM Systems（IBMシステムズ）は、IBMが2005年より使用している、サーバーおよびストレージ製品のブランド名である。

## 概要
従来の「eServer」はダウンサイジングの潮流に直面した時期のため「オープン標準を備えたサーバー」のイメージを強調したが、2005年からの「IBM Systems」は過去のSystem/360等へ回帰するネーミングであり、また「サーバー単体ではなく、トータルシステムとして」のイメージとされた。
IBM Systemsは、現在では以下の各シリーズ（サーバー 3シリーズ、およびストレージ）から構成される。
- System z （メインフレーム）
- Power Systems（POWERプロセッサ搭載のミッドレンジおよびUNIXコンピュータ）
  - 旧 System i （ミッドレンジコンピュータ、日本で言うオフィスコンピュータ）
  - 旧 System p （UNIXサーバー）
- System x （x86サーバー）（中国企業である联想集团（レノボ）への事業売却が2014年1月23日に発表されている）[2]
- System Storage （ストレージ、ディスク装置・テープ装置など）

2008年に、System iとSystem pが統合され、Power Systemsとなった。なお「Systems」と複数形になるのは、総称である「IBM Systems」と、統合後である「Power Systems」のみである。
IBMのサーバー全体のブランド名の推移は下表の通りである。ただし個別の製品名称では、以下のブランド名は付かないものもある（S/390エンタープライズサーバー、BladeCenterなど）。
|                | 1990年 -                | 2000年 -        | 2005年 -       | （2008年 - ）  |
| -------------- | ----------------------- | --------------- | -------------- | -------------- |
| サーバー全体   | （なし）                | IBM eServer     | IBM Systems    | IBM Systems    |
| メインフレーム | ES (Enterprise System)  | eServer zSeries | System z       | System z       |
| ミッドレンジ   | AS (Application System) | eServer iSeries | System i       | Power Systems  |
| UNIXサーバー   | RS (RISC System)        | eServer pSeries | System p       | Power Systems  |
| x86システム    | PS (Personal System)    | eServer xSeries | System x       | System x       |
| ストレージ     | （なし）                | （なし）        | System Storage | System Storage |

## 参照
1. ↑  IBM、Systemに回帰する新方針「IBM Systems Agenda」を宣言
2. ↑  Lenovo、IBMのx86サーバー事業の買収を計画
3. ↑  日本IBM、System iとSystem pを統合した新HWプラットフォーム「IBM Power Systems」